# ロック・エイド・アルメニア
ロック・エイド・アルメニア（Rock Aid Armenia）は、初期の段階ではライブ・エイド・アルメニアとしても知られていた、1988年のアルメニア地震の被害を受けた人々を助けるために資金を集めるイギリスの音楽業界による人道的取り組みであった。
国際的な慈善運動家のジョン・ディーによって始められたこのプロジェクトは、多数のシングル、コンピレーション、ドキュメンタリーで構成されていた。ロック・エイド・アルメニアによるリリースの制作と販売を目的とする特別なレコード・レーベル「Life-Aid Armenia Records」が設立された。
ロック・エイド・アルメニア・プロジェクトはすべてジョン・ディーによってコーディネートされた。ディーは、世界中のテレビのニュース編集局に配信すべくアルメニア地震地帯からの映像を衛星放送で世界に送信した後に、このプロジェクトを始動した。チームの他の主要メンバーには、映画プロデューサーのポール・ラヴェル（「スモーク・オン・ザ・ウォーター」のドキュメンタリーを制作、編集し、「スモーク・オン・ザ・ウォーター」の共同製作総指揮者）、フィル・バンフィールド（楽曲を手伝ったイアン・ギランのマネージャー）と、ロック・エイド・アルメニアのピーター・ウェルズ・ソープ、デヴィッド・ハイトン、イザベル・サルキシアン、サラ・ケイが含まれていた。

## シングル「ホワッツ・ゴーイン・オン」
最初のプロジェクトはライフ・エイド・アルメニア（Life Aid Armenia）とクレジットされて、アスワド、エロル・ブラウン、リチャード・ダービシャー、ゲイル・アン・ドロシー、ボーイ・ジョージ、デヴィッド・ギルモア、ニック・ヘイワード、マイケル・S・ライリー、ラビ・シフレ、ヘレン・テリー、ルビー・ターナー、エリザベス・ウェストウッド、レゲエ・フィルハーモニック・オーケストラが参加した「ホワッツ・ゴーイン・オン」のリメイクだった。
B面は、ジヴァン・ガスパリアンが演奏したアルメニアのドゥドゥク音楽「A Cool Wind Is Blowing」であった。
このレコードはスティーヴ・レヴィンがプロデュースし、フレイザー・ケネディとジョン・ディーが製作総指揮を務めた。この曲はアイランド・レコードからシングルとしてリリースされた。

## シングル「スモーク・オン・ザ・ウォーター」
このプロジェクトは、ディープ・パープルの有名なヒット曲「スモーク・オン・ザ・ウォーター」を、各ヴァースごとに異なるボーカリストが歌って再録音したことで最もよく知られている。このシングルは全英トップ40シングルチャートにランクインした。このトラックは、ロンドンのチジックに在する歴史あるメトロポリス・スタジオに集まった、現代のプログレッシブ・ロック、ハードロック、ヘヴィメタルのミュージシャンたちからなるエリート・グループによって録音された。レコーディングは1989年7月8日に始まり、5つの異なるセッションを経て完了した。
この曲のレコーディングに参加したロック・ミュージシャンは次の通り。
ボーカル:
- イアン・ギラン
- ブルース・ディッキンソン
- ポール・ロジャース
- ブライアン・アダムス

ギター:
- ブライアン・メイ
- デヴィッド・ギルモア
- トニー・アイオミ
- リッチー・ブラックモア
- アレックス・ライフソン

ベース：
- クリス・スクワイア

キーボード:
- ジェフ・ダウンズ
- キース・エマーソン

ドラム:
- ロジャー・テイラー

ジョン・ポール・ジョーンズとジョン・ロードはこの曲の舞台裏で「協力」したとクレジットされている。ブライアン・メイが腕を負傷したため、回復するまでの間、セッション・ギタリストのジェフ・ビューチャンプがギター・トラックを埋めるために代役を務めた。この曲のプロデューサーはゲイリー・ランガンとジェフ・ダウンズが担当。アルバムのタレント・コーディネーションはジョン・ディーが監督し、ディーからの電話を受けてデヴィッド・ギルモアが最初に参加した。イアン・ギランのマネージャー、フィル・バンフィールドもキャスティングに協力した。ブラック・サバスの「パラノイド」がリリース時のB面として使用された。
1990年、この曲は別ミックスで再度リリースされており、その一例がディノ・ミュージックからリリースされたものだが、他のバージョンと異なりディープ・パープルの「ブラック・ナイト」がB面に収録され、そこにはトニー・アイオミの名前の綴りが間違って記載されていた。表面には「Tommy Iommi (トミー・アイオミ)」と表示されている。

### ロック・エイド・アルメニア: ドキュメンタリー「スモーク・オン・ザ・ウォーター」メイキング
「スモーク・オン・ザ・ウォーター」の再録音のためのレコーディング・セッションは撮影され、シングルのインタビューとビデオ・クリップとともに、『Rock Aid Armenia: The Making of Smoke on the Water』としてビデオでリリースされた。映画プロデューサーのポール・ラヴェルは、このドキュメンタリーの最終拡張版を制作および編集し、『ジ・アースクエイク・ビデオ』として1991年に日本においてレーザーディスクとVHSで発売された。その後、この集まりは、YouTubeで視聴できるようになった。

## アルバム『アースクェイク』
プロジェクトのその他の成功例は、アルバム『アースクェイク』（The Earthquake Album、英国初のゴールド・アルバムとなったチャリティー・アルバム）とそれに付随する『ジ・アースクエイク・ビデオ』（Rock Aid Armenia: The Earthquake Video）である。これらのコンピレーションは、ピンク・フロイド、ボン・ジョヴィ、アイアン・メイデン、レッド・ツェッペリン、エマーソン・レイク・アンド・パーマー、ゲイリー・ムーア、ブラック・サバス、エイジア、マイク・アンド・ザ・メカニックス、ラッシュ、ディープ・パープル、フォリナー、イエス、ホワイトスネイクなどによる寄贈曲で構成されている。アルバム『アースクェイク』は1990年にリリースされた。
アルバム『アースクェイク』収録曲
1. ロック・エイド・アルメニア : 「スモーク・オン・ザ・ウォーター」 – "Smoke on the Water '90" (4:07)
2. フリー : 「オール・ライト・ナウ」 – "All Right Now" (4:15)
3. ラッシュ : 「スピリット・オブ・ザ・レイディオ」 – "The Spirit of Radio" (4:58)
4. レインボー : 「シンス・ユー・ビーン・ゴーン」 – "Since You Been Gone" (3:18)
5. ブラック・サバス : 「ヘッドレス・クロス」 – "Headless Cross" (5:03)
6. ジェネシス : 「ターン・イット・オン・アゲイン」 – "Turn It On Again" (3:45)
7. イエス : 「ロンリー・ハート」 – "Owner of a Lonely Heart" (4:27)
8. エマーソン・レイク・アンド・パーマー : 「庶民のファンファーレ」 – "Fanfare for the Common Man" (2:57)
9. ホワイトスネイク : 「フール・フォー・ユア・ラビング」 – "Fool for Your Loving" (4:17)
10. エイジア : 「ヒート・オブ・ザ・モーメント」 – "Heat of the Moment" (3:50)
11. スターシップ : 「シスコはロック・シティ」 – "We Built This City" (4:51)
12. フォリナー : 「ジューク・ボックス・ヒーロー」 – "Juke Box Hero" (4:05)
13. アイアン・メイデン : 「ラン・トゥ・ザ・ヒルズ」 – "Run to the Hills" (3:54)
14. ディープ・パープル : 「ブラック・ナイト」 – "Black Night" (3:27)
15. マイク・アンド・ザ・メカニックス : 「サイレント・ランニング」 – "Silent Running" (4:09)

### 売上認定
| 国/地域                    | 認定 | 認定/売上数 |
| -------------------------- | ---- | ----------- |
| イギリス (BPI)             | Gold | 100,000^    |
| ^ 認定のみに基づく出荷枚数 |      |             |

## 『ジ・アースクエイク・ビデオ』
1990年、アルバム『アースクェイク』のリリースと同時に、ビデオ編集版『ジ・アースクエイク・ビデオ』がリリースされた。
『ジ・アースクエイク・ビデオ』収録曲
1. エマーソン・レイク・アンド・パーマー : 「庶民のファンファーレ」 – "Fanfare for the Common Man"
2. ボン・ジョヴィ : 「リヴィン・オン・ア・プレイヤー」 – "Livin' on a Prayer"
3. ゲイリー・ムーア : 「アフター・ザ・ウォー」 – "After the War"
4. アイアン・メイデン : 「ラン・トゥ・ザ・ヒルズ」 – "Run to the Hills"
5. ブラック・サバス : 「ヘッドレス・クロス」 – "Headless Cross"
6. レッド・ツェッペリン : 「幻惑されて」 – "Dazed and Confused"
7. エイジア : 「ヒート・オブ・ザ・モーメント」 – "Heat of the Moment"
8. フォリナー : 「ハート・ターンズ・トゥ・ストーン」 – "Heart Turns to Stone"
9. マイク・アンド・ザ・メカニックス : 「サイレント・ランニング」 – "Silent Running"
10. ザ・ファーム : 「サティスファクション・ギャランティード」 – "Satisfaction Guaranteed"
11. ディープ・パープル : 「パーフェクト・ストレンジャーズ」 – "Perfect Strangers"
12. ジェネシス : 「ママ」 – "Mama"
13. ピンク・フロイド : 「ワン・スリップ」 – "One Slip"
14. ラッシュ : 「スピリット・オブ・ザ・レイディオ」 – "The Spirit of Radio"
15. イエス : 「アイヴ・シーン・オール・グッド・ピープル」 – "I've Seen All Good People"
16. ロック・エイド・アルメニア : 「スモーク・オン・ザ・ウォーター」 – "Smoke on the Water '90"

## シングル「ロックン・ロール」 by マッケンロー & キャッシュ
オリジナルのロック・エイド・アルメニアのリリースにおける最後のプロジェクトは、レッド・ツェッペリンの曲「ロックン・ロール」のリメイクであった。1991年にリリースされたこの曲は、テニス選手のジョン・マッケンローとパット・キャッシュがギターを弾いて録音され、リード・ボーカルにザ・フーのロジャー・ダルトリー、ベースとドラムにアイアン・メイデンのスティーヴ・ハリスとニコ・マクブレイン、サード・ギターにアンディ・バーネットが参加している。